# Reifengas

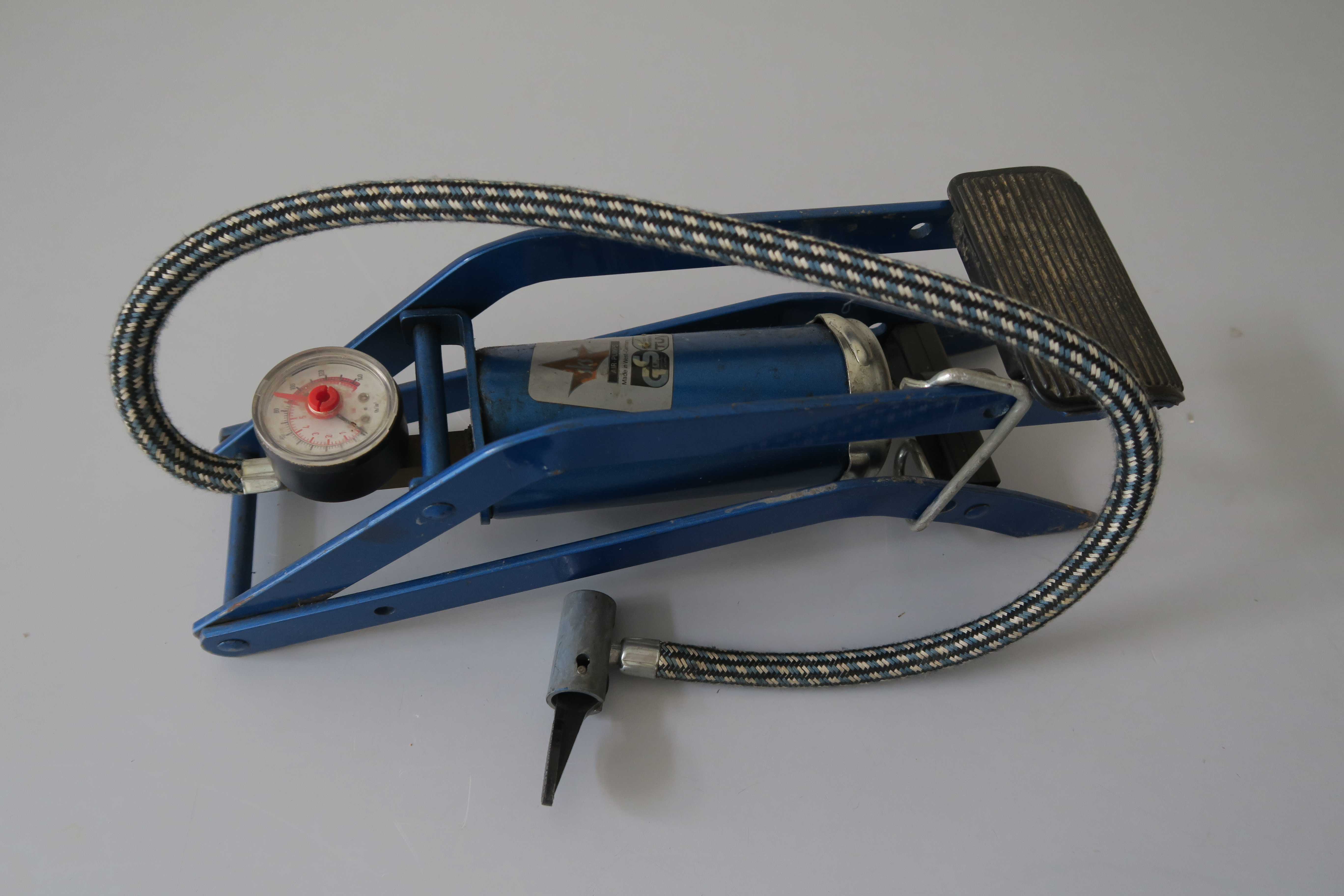
Druckluft

Mit Druckluft oder Pressluft werden Fahrzeugreifen gefüllt. Druckluft besteht aus zusammengepresster Luft. Luft ist ein Gasgemisch, zusammengesetzt hauptsächlich aus den Gasen 78 % Stickstoff (Formelzeichen "N") und 21 % Sauerstoff (Formelzeichen "O2").
Für besondere Einsatzzwecke wird zusätzlicher Stickstoff zur Reifenfüllung hinzugefügt und unter verschiedenen Handelsbezeichnungen von Reifenhändlern propagiert, oft kurz als Reifengas oder Reifenfüllgas bezeichnet.

## Mit zusätzlichem Stickstoff angereichertes Reifengas
Reifengas wird in Reifen von Verkehrsflugzeugen, Rennrädern, Mountainbikes, Gefahrgut-Lkws, Fahrzeugen für Einsätze in Tunneln und Bergwerken und Formel-1-Fahrzeugen eingesetzt, um z. B. eine Gefahr der Brandentwicklung und -förderung bei einem platzenden Reifen zu minimieren bzw. eine Selbstentzündung durch einen defekten oder durch einen mit erheblich zu geringem Luftdruck betriebenen Reifen oder eine überhitzte Bremsanlage zu verhindern. Dieser Vorteil ist auf normale Pkw-Reifen nicht übertragbar. Nutzfahrzeugreifen an Lastkraftwagen sind erheblich höheren Belastungen ausgesetzt (bei normalen Lkw bis zu 6000 kg zulässiges Gesamtgewicht je Reifen) und die Reibung ist höher. Ein defekter Reifen oder eine festsitzende Bremse an einem einzelnen Rad (insbesondere am Auflieger oder Anhänger) ist durch die größere Anzahl an Achsen und Reifen auch während der Fahrt für den Fahrer weniger auffällig. Der Reifeninnendruck (üblicherweise zwischen 7 und 10 bar) und die Luftfüllmenge ist im Vergleich zu Pkw-Reifen wesentlich höher, es sind stark brandgefährdete Materialien in großer Menge am Lkw vorhanden (Plane, Beladung u. ä.) und bei Gefahrguttransporten sind besonders strenge Sicherheitsvorschriften zur Risikominimierung einzuhalten. Bei Verkehrsflugzeugen entstehen durch die Landung sehr starke Belastungen an den Flugzeugreifen, da diese beim Aufsetzen auf der Landebahn in sehr kurzer Zeit sehr stark beschleunigt werden.

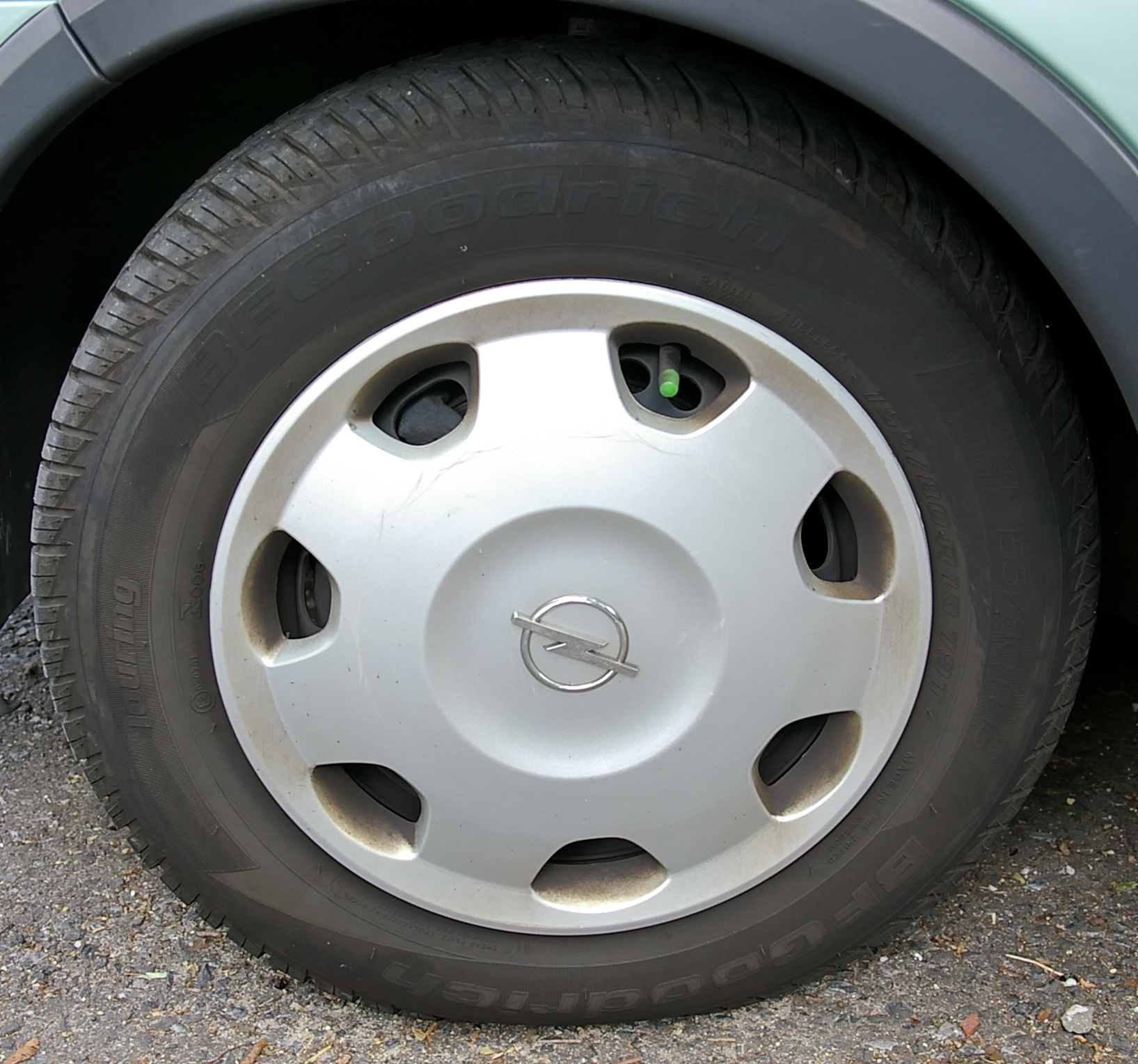
Reifengasgefüllter Autoreifen, markiert mit einer grünen Ventilkappe

Entsprechend befüllte Reifen werden mit farbigen Ventilkappen gekennzeichnet.

## Zusammensetzung
„Reifengas“ auf Basis Stickstoff besitzt einen Gehalt von 85 bis 99,99 % an diesem Inertgas. Zum Vergleich: Luft (und damit ebenso Druckluft) enthält etwa 78 % Stickstoff.
Stickstoff wird über Luftverflüssigung großtechnisch im Linde-Verfahren gewonnen. Eine relativ mindere Qualität (geringe Reinheit mit Resten an Sauerstoff) genügt für Reifengas, da Autoreifen in der Regel nicht mit Stickstoff gespült werden und somit immer Restluft und damit Restsauerstoff enthalten (siehe hierzu auch weiter unten).
Bei größeren Flugzeugen ist die Füllung mit reinem Stickstoff (typisch 10 bar) durch eine Lufttüchtigkeitsanweisung der FAA vorgeschrieben.
Für speziell gewichtskritische Anwendungen in Luft- und Raumfahrt wird auch Helium als Reifenfüllung verwendet.
Die Scheibenbremsen eines Großflugzeugs können u. U. soviel Wärme entwickeln, dass sie bis zu 1000 °C erreichen und die Felgen dadurch hoch erhitzen. Damit im Notfall kein Reifen aus Überhitzung (über Anstieg des Innendrucks und Abfall der Materialfestigkeit) platzt, ist in jede Alufelge eine Schmelzsicherung eingebaut, welche bei Erreichen einer bestimmten Temperatur schmilzt und so den Reifen entlüftet, wobei mit dem abströmenden Gas auch gleichzeitig die Bremsscheibe gekühlt wird.
Reifen im Formel-1-Rennbetrieb werden ebenfalls mit Stickstoff gefüllt, der auch sicherheitshalber zum Antrieb der „Druckluft“schrauber für den Radwechsel verwendet wird.
Der Preis einer 50-Liter-200- oder -300-bar-Flasche Stickstoff ist nur unwesentlich höher als der für dieselbe Menge Druckluft. Aus Korrosionsschutzgründen sind solche Gase stets scharf getrocknet, damit sich unter dem hohen Druck in der Flasche kein Kondenswasser bildet, welches ggf. Korrosion an der Flasche hervorrufen kann.
Bis etwa zum Jahr 2000 wurde eine Befüllung der Autoreifen mit SF6 (Schwefelhexafluorid) angeboten, die mit rund 100 DM (51 €) pro Reifensatz vergleichsweise teuer war. SF6 ist jedoch ein Treibhausgas mit hohem Potential. Seit dem 4. Juli 2007 darf SF6 in der Europäischen Union gemäß der „Verordnung (EG) Nr. 842/2006 des Europäischen Parlaments und des Rates vom 17. Mai 2006 über bestimmte fluorierte Treibhausgase“ nicht mehr zum Befüllen von Fahrzeugreifen verwendet werden. In mehreren europäischen Ländern war diese Anwendung schon zu einem früheren Zeitpunkt verboten oder ein Verbot geplant, insbesondere:
- Dänemark: Danish EPA 2001
- Österreich: HFKW-FKW-SF6-VO 2002
- Schweiz: Stoffverordnung 2003 (StoV), wirksam ab 2004 (seit 2005 durch Chemikalien-Risikoreduktions-Verordnung ersetzt)

## Werbeargumente für Reifengas
Geworben wird unter anderem mit
- Verringerung der Diffusion des Sauerstoffs durch den Reifen
- Beständigkeit des Reifendrucks bei unterschiedlichen Temperaturen
- Verbesserung des Fahrkomforts hinsichtlich Federung und Abrollgeräusch
- Verbrauchsreduzierung durch geringeren Abrollwiderstand des Reifens
- keine Öldämpfe im Reifengas, dadurch verbesserte Haltbarkeit des Reifens
- keine Feuchtigkeit im Reifengas, dadurch Verringerung von Rost an Felge und Ventil
- geringeres Brandrisiko bei Überhitzung, da sich mangels Sauerstoffs innerhalb des Reifens kein zündfähiges Gemisch bilden kann.
- Händler und Tankstellen versprechen sich von dem Produkt eine Steigerung der Erträge im Reifenhandel sowie eine bessere Kundenbindung. Indirekt ergeben sich daraus potentielle Wettbewerbsvorteile.

Durch diese „spezielle“ Befüllung wird der Kunde motiviert, zur Reifendruck-Prüfung und Nachfüllung seinen Fachhändler aufzusuchen, da „Reifengas“ nur an wenigen Tankstellen verfügbar ist. Reifengas ist daher nicht nur eine Möglichkeit für den Fachhandel, durch den Verkauf des Gases selbst Umsätze zu generieren, es ist vielmehr ein effektives Mittel zur Kundenbindung und Verkaufsförderung.

## Argumente gegen Reifengas

Reifendruck in Abhängigkeit von der Temperatur

Die technische Argumentation „pro Reifengas“ wird mit folgenden Argumenten kritisiert:
Der „Reifengas-Effekt“ wird auch ohne die teure Sonderbefüllung erreicht.
Die folgende Argumentation setzt voraus, dass der „Reifengaseffekt“ überhaupt signifikant existiert: Die „normale Druckluft“ besteht zu 78 % aus Stickstoff. Wenn diese Luft schneller durch die Reifenwandung diffundiert, dann handelt es sich bei den leicht flüchtigen Anteilen um die 21 % Sauerstoffmoleküle. Dieser Anteil sollte dann nach kurzer Zeit bereits herausdiffundiert sein, der Stickstoff bleibt zurück. Durch das dann immer nur geringfügige Nachfüllen wird der Stickstoffanteil innerhalb kurzer Zeit stark ansteigen.
Reifendruck bei unterschiedlichen Temperaturen nicht gleichmäßiger. 
Bei Drücken im Bereich weniger Bar (d. h. auch bei 10 bar im LKW-Reifen) und realen Temperaturen (−50 °C bis +150 °C) verhalten sich alle Gase als nahezu ideale Gase, ganz gleich, ob es sich nun um 100 % Stickstoff oder lediglich um 78-prozentigen Stickstoff (= Luft) handelt.
Nach der Befüllung mit Reifengas steigt der Stickstoff-Anteil nur von 78 % auf 93 %.
Ein PKW-Reifen wird mit rund 2 bar Überdruck befüllt. Der Umgebungsdruck (vor der Befüllung) beträgt 1 bar, der Druck wird also verdreifacht. Es wird also die doppelte Menge Gas in den Reifen gepumpt, die nach dem Aufziehen auf die Felge schon im drucklosen Reifen vorhanden war. Da der Reifen bei der Befüllung mit Reifengas weder evakuiert noch unter Schutzatmosphäre gespült wird, enthält der Reifen nach der Befüllung 66 % Reifengas und 33 % Luft, der Stickstoff-Anteil steigt also lediglich um etwa 15 % an.
Roll- bzw. Federungseigenschaften sind nicht zu unterscheiden.
Wer pro Reifengas argumentiert(e), gibt in der Regel keine physikalische Größe an, die sich verringern oder vergrößern soll, sondern verspricht gleich zwei Verbesserungen, ohne einen Mechanismus anzugeben.
Fahrzeugtechnik versucht ungefederte Masse klein zu halten. Ein Pkw-Rad mag samt Felge, Nabe, Bremse und der Hälfte der bewegten Radaufhängung 30 kg wiegen. Sei das Reifenkammervolumen, hoch geschätzt, 30 Liter. Bei 3 bar Überdruck, also 4 bar Absolutdruck befinden sich 120 Normliter Gas im Reifen. Mit Luftdichte von 1,25 g/l ergibt sich 0,150 kg Luftmasse, also 0,5 % der Radmasse. Durch Ersatz des Sauerstoffanteils (etwa 1/5, Molekülmasse 32) durch Stickstoff (M = 28, also etwa 1/8 leichter) lassen sich also 1/40 der 150 g, also knapp 4 g einsparen. Das ist ein Achtel Promille, ein Achttausendstel des Radgewichts von 30 kg, einfach vernachlässigbar.
Bezug auf Luftfahrt und Formel 1 nicht praxisrelevant.
Die im Formel-1-Sport und bei landenden Flugzeugen auftretenden Temperaturbelastungen der Reifen werden im Straßenverkehr bei weitem nicht erreicht. Im Straßenverkehr ergibt sich ein Brandrisiko für die Reifen allenfalls durch Reifenüberhitzung infolge zu geringen Druckes und der daraus resultierenden Walkarbeit, bei LKW zudem an gezogenen Achsen bei fortgesetzt blockierenden Bremsen. Diese Risiken vermag die Reifengasbefüllung jedoch nicht zu vermindern.
Öl und Wasser haben auch in normaler Druckluft nichts zu suchen.
Das Argument des Fachhändlers „Reifengas ist frei von Öldampf und Feuchtigkeit“ bedeutet im Umkehrschluss „Unsere normale Druckluftanlage (mit Wasser- und Ölabscheider) ist mangelhaft.“ und erklärt, warum in Diskussionsforen auf die Frage „Mein Reifenhändler bietet mir Reifengas an, was soll ich tun?“ eine der Standardantworten lautet: „Einen anderen Reifenhändler aufsuchen“.
Der Druckverlust durch Diffusion durch das Gummi hat bei Kraftfahrzeugreifen keine Praxisrelevanz.
Für den Druckverlust durch Diffusion sind die Inspektions-Intervalle des Fahrzeugs ausreichend. Relevanter Druckverlust rührt in der Praxis von defekten Ventilen oder Defekten am Felgenhorn her. Zudem schützt das Reifengas nicht vor mechanischen Verletzungen der Reifen wie Schnitten oder eingefahrenen Nägeln.
Reifengas entbindet nicht von der regelmäßigen Reifendruck-Kontrolle.
Darüber hinaus sind bisher keine nachprüfbaren Vorteile bekannt, die reinen Stickstoff gegenüber der üblichen Füllung mit normaler Luft in Fahrzeugreifen für den Straßenverkehr rechtfertigen.